# Spilobotys cyanopyga
Spilobotys cyanopyga är en fjärilsart som beskrevs av Felder 1874. Spilobotys cyanopyga ingår i släktet Spilobotys och familjen nattflyn. Inga underarter finns listade i Catalogue of Life.